# فيرنون أرنولد هاوغلاند
فيرنون أرنولد هاوغلاند (بالإنجليزية: Vernon Arnold Haugland)‏ هو صحفي أمريكي، ولد في 27 مايو 1908 في ليتشفيلد في الولايات المتحدة، وتوفي في 15 سبتمبر 1984 في سان كليمينتي في الولايات المتحدة.